# Trattato di Osimo
Il trattato di Osimo (in francese Traité d'Osimo; in inglese Treaty of Osimo; in serbo-croato Osimski ugovor) è un accordo, siglato a Osimo il 10 novembre 1975 tra i ministri degli affari esteri di Jugoslavia e Italia, con cui si fissarono in maniera definitiva i confini tra i due Paesi nel Territorio Libero di Trieste a seguito del Memorandum di Londra del 1954.
Esso concluse la fase storica iniziata nel 1947 con il trattato di pace di Parigi, allorquando si decise la cessione alla Jugoslavia di gran parte della Venezia Giulia (Fiume e le isole del Quarnaro, la quasi totalità dell'Istria e gli altopiani carsici a est e nord-est di Gorizia) e la creazione del Territorio Libero di Trieste comprendente l'attuale provincia di Trieste e i territori costieri istriani da Ancarano a Cittanova (oggi rispettivamente in Slovenia e Croazia). La mancata attivazione delle procedure per la costituzione degli organi costituzionali del TLT impedì di fatto a quest'ultimo di nascere. La successiva cessione del potere di amministrazione civile del TLT rispettivamente all'Italia (zona A) e alla Jugoslavia (zona B) creò le condizioni per gli sviluppi successivi che portarono al trattato di Osimo.

## Storia

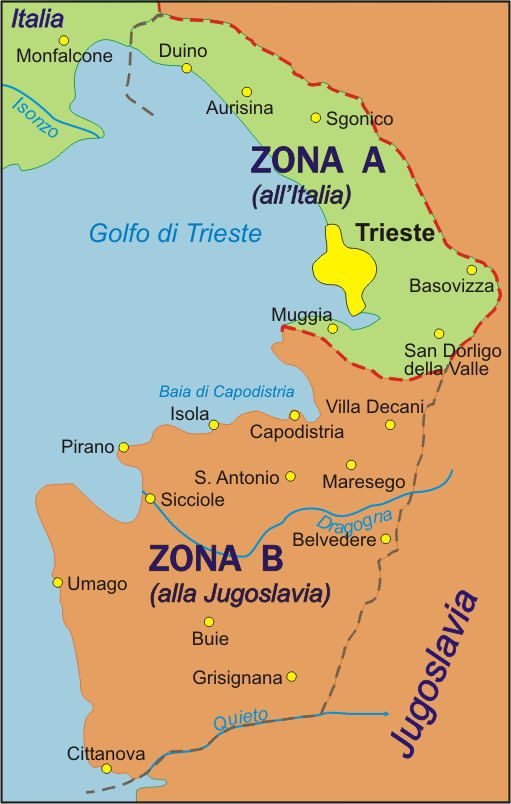
Territorio libero di Trieste: con il trattato di Osimo la zona A fu definitivamente assegnata all'Italia, mentre la zona B alla Jugoslavia

Il trattato fu firmato a Osimo, nella villa Monte San Pietro, di proprietà del conte Giulio Leopardi Dittajuti. 
Per quanto riguarda le questioni riguardanti la salvaguardia dell'identità della popolazione di lingua italiana in territorio jugoslavo nell'ex zona B (in gran parte diminuita dopo l'esodo della maggioranza degli italiani) e di quella della popolazione di lingua e cultura slovena che viveva in territorio italiano nell'ex zona A, vennero mantenute in vigore le misure interne già adottate in applicazione dello Statuto Speciale allegato al Memorandum di Londra e ciascuna parte assicurava nell'ambito del suo diritto interno il mantenimento del livello di protezione dei membri dei due gruppi etnici rispettivi previsto dalle norme dello Statuto Speciale decaduto.
Per il suo contenuto questo trattato venne avversato da parte delle popolazioni coinvolte, soprattutto dagli esuli italiani che hanno sempre sostenuto di essere stati abbandonati dall'Italia.
Furono attuate alcune lievi rettifiche del confine. In particolare sul Monte Sabotino ritornò all'Italia la cresta di cima fra la vetta e i ruderi della chiesa di San Valentino: l'Italia in cambio costruì una strada internazionale per collegare il Collio sloveno a Nova Gorica sulle pendici di quel monte. Fu inoltre stabilita l'evacuazione di alcune sacche di occupazione jugoslave in territorio italiano nella zona del Monte Colovrat e la sistemazione dello status del Cimitero di Merna. Questo era diviso dal confine dal 1947 e con il filo spinato ed una rete metallica che passava tra le tombe, passò quindi interamente sotto sovranità jugoslava in cambio di un'equivalente porzione di territorio ceduto all'Italia, nelle sue immediate vicinanze.
Il Trattato di Osimo stabilì inoltre la costruzione dei collegamenti autostradali fra Italia e Jugoslavia, attraverso i valichi di Fernetti, Rabuiese e Pese. I primi due furono ultimati, rispettivamente, solo nel 1997 e nel 2008.
Era prevista inoltre la costruzione di una vasta zona franca industriale sul Carso, a cavallo del confine fra i due Paesi, nella zona a sud del valico di Fernetti. Tale progetto non venne mai realizzato, a causa dell'opposizione italiana dovuta al timore per le conseguenze ecologiche che la zona industriale avrebbe avuto sul delicato ecosistema carsico e per gli sconvolgimenti demografici che in seguito al libero movimento dei lavoratori avrebbero interessato il territorio triestino (era previsto l'arrivo di decine di migliaia di lavoratori jugoslavi, mettendo così in discussione la maggioranza italiana di Trieste).
Fu ratificato dall'Italia il 14 marzo 1977 (legge n. 73/77) ed entrò in vigore l'11 ottobre 1977.
Il trattato di Osimo fu il primo accordo internazionale i cui negoziati per l'Italia non vennero curati dal Ministero degli affari esteri. Le trattative furono condotte deliberatamente in maniera riservata. L'incarico venne infatti affidato dal governo ad un dirigente del Ministero dell'industria, del commercio e dell'artigianato, Eugenio Carbone.
Firmatari
- Per l'Italia: Mariano Rumor
- Per la Jugoslavia: Miloš Minić

### Comuni divenuti ufficialmente parte della Jugoslavia
| N  | Comune               | Nome sloveno/croato | Paese attuale |
| -- | -------------------- | ------------------- | ------------- |
| 1  | Villa Decani         | Dekani              | Slovenia      |
| 2  | Capodistria          | Koper               | Slovenia      |
| 3  | Isola d'Istria       | Izola               | Slovenia      |
| 4  | Pirano               | Piran               | Slovenia      |
| 5  | Maresego             | Marezige            | Slovenia      |
| 6  | Monte di Capodistria | Šmarje              | Slovenia      |
| 7  | Umago                | Umag                | Croazia       |
| 8  | Buie d'Istria        | Buje                | Croazia       |
| 9  | Verteneglio          | Brtonigla           | Croazia       |
| 10 | Grisignana           | Grožnjan            | Croazia       |
| 11 | Cittanova d'Istria   | Novigrad            | Croazia       |

### Comuni divenuti ufficialmente parte dell'Italia
I comuni di Duino (Devin), Aurisina (Nabrežina), Sgonico (Zgonik), Monrupino (Repentabor), Trieste (Trst), Muggia (Milje), San Dorligo della Valle (Dolina).

### Dibattito negli anni '90 del Novecento
Nel 1992, poco dopo il riconoscimento da parte italiana delle repubbliche di Slovenia e Croazia (15 gennaio), alcuni politici legati al mondo degli esuli e alla realtà triestina ventilarono la possibilità di chiedere la revisione del trattato, ma il governo italiano ritenne invece  di accogliere le dichiarazioni unilaterali dei due  nuovi Stati a favore del loro subentro, per quanto di pertinenza, nei trattati bilaterali  già conclusi tra Italia e Jugoslavia, in maniera generica da parte della Croazia, con un'elencazione dettagliata  degli accordi considerati da parte della Slovenia. Nella sua comunicazione alla Camera dei deputati del 12 novembre 1992, il  Ministro degli esteri Emilio Colombo indicò peraltro due materie come suscettibili di revisione: l'indennizzo o il recupero dei beni di cittadini italiani e la condizione della minoranza italiana che, a seguito della dissoluzione della Jugoslavia, veniva ad essere divisa tra Slovenia e Croazia.
Le elezioni politiche in Italia del 1994 videro la vittoria dell'alleanza di centrodestra. In attesa della costituzione del nuovo governo, l'esponente politico di Alleanza Nazionale Mirko Tremaglia rilasciò un'intervista al Corriere della Sera, nella quale espose l'idea di azzeramento del trattato di Osimo e di revisione dei confini orientali d'Italia. Tale presa di posizione non venne però mai fatta propria da nessun governo italiano. Il 9 giugno 1994 si incontrarono ad Aquileia i ministri degli esteri sloveno Peterle e quello italiano Martino, che sottoscrissero un documento che affrontava la questione relativa ai beni immobili già di proprietà di cittadini italiani nei territori oggi facenti parte della Repubblica di Slovenia, con particolare riferimento al problema della restituzione agli ex-proprietari e ai loro aventi causa degli immobili a suo tempo nazionalizzati. Al ritorno in patria, Peterle fu travolto dalle polemiche: il parlamento sloveno non confermò l'accordo raggiunto e il ministro fu costretto a dimettersi. La questione rimase sul tappeto per alcuni anni, con l'Italia che chiedeva il rispetto di quanto deciso ad Aquileia, utilizzando come arma di pressione il veto all'ingresso della Slovenia nell'Unione Europea. Tuttavia il successivo governo Prodi tolse immediatamente il veto e la Slovenia presentò la sua domanda di adesione il 10 giugno 1996.